# Окдейл (Миннесота)
Окдейл (англ. Oakdale) — город в округе Вашингтон, штат Миннесота, США. На площади 29,2 км² (28,7 км² — суша, 0,5 км² — вода), согласно переписи 2002 года, проживают 26 653 человека. Плотность населения составляет 929,9 чел./км².
- Телефонный код города — 651
- Почтовый индекс — 55042, 55128
- FIPS-код города — 27-47680[2]
- GNIS-идентификатор — 0654516[3]